# Нортлејк (Тексас)
Нортлејк (енгл. Northlake) град је у америчкој савезној држави Тексас. По попису становништва из 2010. у њему је живело 1.724 становника.

## Демографија
Према попису становништва из 2010. у граду је живело 1.724 становника, што је 803 (87,2%) становника више него 2000. године.
| Група             | 2000.       | 2010.         |
| Белци             | 797 (86,5%) | 1.352 (78,4%) |
| Афроамериканци    | 7 (0,8%)    | 84 (4,9%)     |
| Азијати           | 1 (0,1%)    | 36 (2,1%)     |
| Хиспаноамериканци | 100 (10,9%) | 201 (11,7%)   |
| Укупно            | 921         | 1.724         |